# Jean-Luc Brunin
Jean-Luc Brunin (ur. 14 stycznia 1951 w Roubaix) – francuski duchowny katolicki, biskup Le Havre od 2011.

## Życiorys
Święcenia kapłańskie otrzymał 11 kwietnia 1981. Był m.in. wykładowcą (1986-2000) oraz rektorem (1995-2000) międzydiecezjalnego seminarium w Lille.

### Episkopat
20 kwietnia 2000 papież Jan Paweł II mianował go biskupem pomocniczym diecezji Lille, ze stolicą tytularną Usinaza. Sakry biskupiej udzielił mu 28 maja 2000 ówczesny arcybiskup Lille - Gérard Defois.
6 maja 2004 został biskupem diecezji Ajaccio na Korsyce.
24 czerwca 2011 Benedykt XVI mianował go biskupem ordynariuszem Le Havre.